# Lionel Tschudi
Lionel Tschudi (Neuchâtel, 20 marzo 1989) è un arbitro di calcio svizzero.

## Carriera
Ha debuttato in Super League il 25 settembre 2016, arbitrando il match tra Grasshoppers e Vaduz. Ha esordito in competizioni europee il 19 luglio 2018, dirigendo il match di UEFA Europa League tra Sarajevo e Banants.